# 西藏新园蛛
西藏新园蛛（学名：Neoscona xizangensis）为园蛛科新园蛛属的动物。在中国大陆，分布于西藏等地。该物种的模式产地在西藏聂木拉县。